# Thor Ericsson
Thor Ragnar Ericsson, född 9 oktober 1885 i Göteborg, död där 20 april 1975, var en svensk fotbollsspelare som under sin klubbkarriär spelade för Örgryte IS och med dem blev svensk mästare 1906, 1907 och 1909.
Ericsson var en av de spelare som deltog i Sveriges allra första fotbollslandskamp som spelades mot Norge i Göteborg, 12 juli 1908. Svenskarna vann matchen med 11–3 där Eriksson spelade som vänsterhalv (mittfältare). Under åren 1908–1910 blev det sammanlagt 4 landskamper (0 mål).
Ericsson var uttagen som reserv i den svenska fotbollstruppen till de Olympiska sommarspelen 1908 i London. Han fick dock ingen speltid i någon av Sveriges två matcher.
Thor Ericsson är gravsatt på Östra kyrkogården i Göteborg.

## Meriter

### I landslag

#### Sverige
- Uttagen till OS: 1908 (reserv, ingen speltid)
- 4 landskamper, 0 mål

### I klubblag

#### Örgryte IS
- Svensk mästare (3): 1906, 1907, 1909.[5]

### Webbkällor
- "90 år sen första landskampen", bolletinen.se, läst 201303 02
- Profil på svenskfotboll.se
- Profil på worldfootball.net
- Lista på landskamper, svenskfotboll.se, läst 2013 02 20